# Норт Линденхерст (Њујорк)
Норт Линденхерст (енгл. North Lindenhurst) насељено је место без административног статуса у америчкој савезној држави Њујорк.

## Демографија
По попису из 2010. године број становника је 11.652, што је 115 (-1,0%) становника мање него 2000. године.
| Група             | 2000.         | 2010.         |
| Белци             | 9.565 (81,3%) | 8.286 (71,1%) |
| Афроамериканци    | 459 (3,9%)    | 599 (5,1%)    |
| Азијати           | 251 (2,1%)    | 366 (3,1%)    |
| Хиспаноамериканци | 1.372 (11,7%) | 2.246 (19,3%) |
| Укупно            | 11.767        | 11.652        |